# António de Vasconcellos Porto
António de Vasconcellos Porto, mais conhecido por Vasconcellos Porto, foi um engenheiro e ferroviário português.

## Biografia
Foi um dos primeiros colaboradores da Gazeta dos Caminhos de Ferro de Portugal e Hespanha, cujo primeiro número foi lançado em Março de 1888. Nesta altura, exercia como engenheiro, estando empregado na Companhia Real dos Caminhos de Ferro Portugueses como adjunto de construção.
Em 1897, na sequência do descarrilamento de um comboio onde viajava o Rei de Sião e a sua comitiva, na Linha do Norte, António de Vasconcellos Porto deslocou-se ao local para auxiliar nos trabalhos de desobstrução da via, ocupando nessa altura a posição de engenheiro de via e obras. Chefiou a construção da Linha de Vendas Novas, tendo-se destacado pela instalação da Ponte D. Amélia, sobre o Rio Tejo.
Também fiscalizou a perfuração do Túnel do Rossio, em conjunto com o engenheiro Xavier Cordeiro.